# Torre de Ortigós
La Torre de Ortigós es una torre del municipio de La Bisbal del Penedés perteneciente a la comarca catalana del Bajo Panadés en la provincia de Tarragona. Está incluido en el Inventario del Patrimonio Arquitectónico de Cataluña y protegido como Bien Cultural de Interés Nacional.

## Historia
Las noticias históricas de la torre de Ortigós son muy escasas. Se desconoce su origen y la fecha de construcción. Se cree, según la gente del pueblo, que se puede hacer una analogía con las otras torres existentes en la comarca como la torre o castillo de Bañeras. También existe la hipótesis de que era una torre de vigilancia en los tiempos sarracenos, hipótesis corroborada en parte por el nombre popular de la «torre de los moros»-

## Descripción
Es una torre circular, con hiladas en opus spicatum, situada en el centro del pequeño núcleo de población, dentro de una casa. Está compuesta por piedras grandes e irregulares unidas con barro. La altura es de unos 6-8 metros. La «torre de los moros», nombre popular con el que se la conoce, no se aprecia por estar escondida por el caserío del agregado del Ortigós. Actualmente sólo se puede ver de lejos, ya que está dentro de una propiedad particular, lo que ha originado el correspondiente pleito.